# 傑拉德·莫雷諾
傑拉德·莫雷諾·巴拉格罗（1992年4月7日—）是一位西班牙足球運動員。在場上的位置是前鋒，也可擔任右路。他現在效力於西班牙足球甲級聯賽球隊比利亞雷阿爾，西班牙國家足球隊成員。

## 俱樂部生涯
赫拉德2015年前效力於比利亞雷阿爾，曾被外借至馬略卡足球俱樂部。後轉至西班牙人，2018年重回老東家比利亞雷阿爾。他出身自比利亞雷阿爾的青訓系統。
2020–21賽季，比利亞雷阿爾於2020–21年歐霸盃決賽對上曼聯，莫雷諾第29分鐘踢進一球，雖後來被打平以至延後到最後點球大戰，他是贏得歐霸盃冠軍功臣之一。

## 國家隊生涯
2019年10月15日，2020年歐洲國家盃外圍賽對上瑞士的比賽，莫雷诺進行了他的西班牙國家足球队處子秀，最終1-1平局。
莫雷诺被列入路易斯·恩里克的2020年歐洲國家盃24人大名單。

## 榮譽

### 球會
比利亞雷阿爾
- 欧足联欧洲联赛冠軍：2020–21賽季[3]

### 個人
- 扎拉獎盃：2019-20[6]、2020-21賽季
- 欧足联欧洲联赛最佳射手：2020-21賽季
- 欧足联欧洲联赛最佳球員：2020-21賽季
- 欧足联欧洲联赛賽季最佳陣容：2020-21賽季[7]

## 外部連結
- Soccerway資料庫：傑拉德·莫雷諾